# Kostrzyn nad Odrą
Kostrzyn nad Odrą (niem. Küstrin; 1946–2002 Kostrzyn) – miasto w Polsce, będące jednocześnie gminą miejską, zlokalizowane w północno-zachodniej części województwa lubuskiego, w powiecie gorzowskim.
Według danych GUS z 30 czerwca 2024 r. Kostrzyn nad Odrą liczył 17 536 mieszkańców.
Na skutek zaciętych walk w 1945 zniszczone zostało w blisko 100% – jest uznawane za najbardziej zniszczone wojną miasto na terenie dzisiejszej Polski, nazywane czasem „polską Hiroszimą”. Kostrzyńska Starówka stanowi obecnie zarośnięte pole z resztkami ruin dawnej zabudowy.
W Kostrzynie znajdują się pozostałości potężnej twierdzy pruskiej, której zasadniczą część wzniesiono w XVI wieku. Odrestaurowane zostały niektóre obiekty miasta twierdzy: Brama Berlińska, Brama Chyżańska, bastion Filip, bastion Brandenburgia oraz promenada Kattego. Na terenie twierdzy znajduje się również bastion Król (przez kilkadziesiąt lat był tam cmentarz wojenny żołnierzy radzieckich poległych w II wojnie światowej) oraz ruiny kościoła i zamku (wysadzonego w 1969 do poziomu piwnic). Miasto należy do Euroregionu Pro Europa Viadrina.
W latach 1975–1998 miasto należało administracyjnie do województwa gorzowskiego.

## Położenie

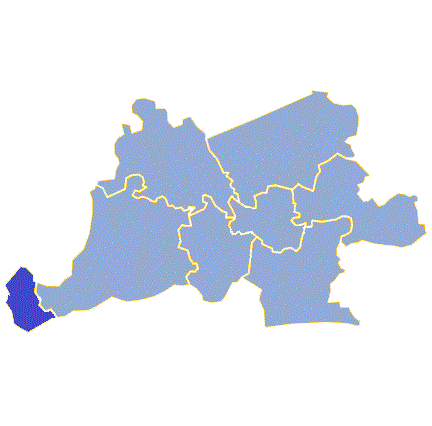
Położenie gminy na mapie powiatu

Według danych z 1 stycznia 2010 powierzchnia miasta wynosiła 46,14 km².
Sąsiednie gminy:
Boleszkowice, Dębno, Witnica, Słońsk, Górzyca. Gmina sąsiaduje z Niemcami.
Kostrzyn nad Odrą leży u ujścia Warty do Odry, w zachodniej części Kotliny Gorzowskiej (mezoregion), będącej największą częścią Pradoliny Toruńsko-Eberswaldzkiej (makroregion). Niewielka część Kostrzyna należy również do Kotliny Freienwaldzkiej, która rozpościera się głównie na lewym brzegu Odry na terytorium Niemiec. W Polsce należy do tej jednostki wąski pas doliny na prawym brzegu Odry od Kostrzyna do Starego Kostrzynka (gmina Cedynia). Północna część gminy zaliczana jest do Pojezierza Południowopomorskiego.
Pod względem historycznym Kostrzyn nad Odrą leży w dawnej ziemi lubuskiej, po opanowaniu go w 1261 przez Brandenburgię przejściowo stanowił także część Nowej Marchii.
Największą powierzchnię spośród form użytkowania terenu stanowią lasy i grunty leśne, które łącznie zajmują ponad 40% miasta. Jest to mniej niż średnia lesistość powiatu gorzowskiego, która wynosi 44,4%, ale znacznie więcej od średniej krajowej – 29,9%. Lasy znajdują się w północnej części miasta. Lasy te stanowią południową część Lasów Nadodrzańskich rozciągających się wzdłuż Odry od Kostrzyna do Gryfina. Ze względu na charakter, jaki posiada gmina – obszar jej stanowi tylko miasto Kostrzyn nad Odrą – stosunkowo niską powierzchnie zajmują użytki rolne (pastwiska, sady, grunty orne). Wśród wód płynących i stojących do najważniejszych elementów należy zaliczyć Odrę oraz Wartę z jej rozlewiskami, znajdującymi się w południowo-wschodniej części miasta.
Powierzchnia Kostrzyna nad Odrą wynosi 46,18 km², w tym:
- lasy 43,33%
- użytki rolne 23,76%
- tereny mieszkalne 7,41%
- drogi i koleje 5,72%
- tereny wód płynących i stojących 5,19%
- nieużytki 4,64%
- tereny przemysłowe 4,42%
- tereny rekreacyjne 1,86%
- pozostałe 6,67%[8]

Miasto stanowi 3,85% powierzchni powiatu.

## Historia
We wczesnym średniowieczu Kostrzyn należał do Wielkopolski. W 1232 książę wielkopolski Władysław Odonic nadał ziemię kostrzyńską templariuszom. W 1249 został stolicą kasztelanii kostrzyńskiej. Kostrzyn w 1261 określany był mianem miasteczka, w tym też roku miasto przeszło w ręce Brandenburczyków. Około 1300 przejęcie przez miasto prawa magdeburskiego. W 1319 wybuchła wojna o przynależność regionu, który zajął książę wołogoski Warcisław IV, po czym do 1323 w okolicach toczyły się walki pomorsko-saskie. W 1323 w mieście zawarty został pokój pomorsko-saski. Około 1324-1326 miasto zostało ponownie włączone do Brandenburgii, a od 1373 leżało w granicach Korony Czeskiej. W 1402 zawarto porozumienie w sprawie sprzedaży miasta Polsce, jednakże ostatecznie czescy Luksemburgowie sprzedali je jeszcze w tym samym roku Krzyżakom. Po wybuchu wojny trzynastoletniej w 1454 Krzyżacy sprzedali miasto z regionem Marchii Brandenburskiej, aby pozyskać środki na prowadzenie wojny z Polską.

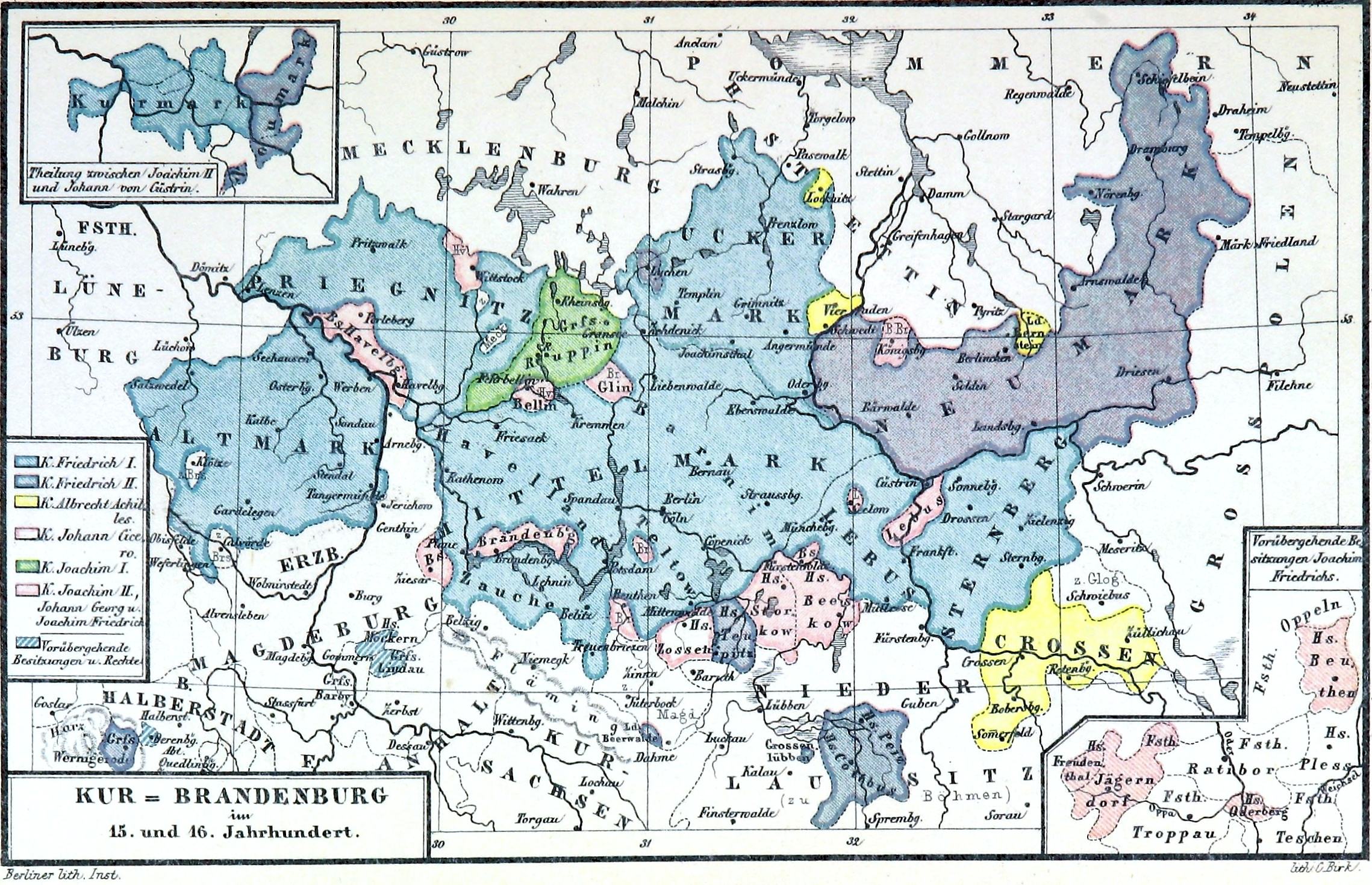
W latach 1535–1571 niemieckie margrabstwo Brandenburgii zostało podzielone na dwa niezależne państwa. Kostrzyn stał się stolicą wschodniego margrabstwa (Brandenburg-Küstrin). Jego jedynym władcą był Jan Hohenzollern, po którego śmierci Brandenburgia została ponownie zjednoczona.

W latach 1535–1571 ze względu na dogodne położenie obronne margrabia Jan Hohenzollern przeniósł swoją rezydencję do Kostrzyna i rozpoczął przebudowę zamku oraz budowę potężnej twierdzy. Miasto stało się stolicą nowego margrabstwa – Brandenburgii-Kostrzyn, potocznie nazywanego też Nową Marchią. Jan Hohenzollern był protestantem. Kościół luterański był kościołem państwowym. Brandenburgia-Kostrzyn dołączyła do ligi szmalkaldzkiej w 1538 roku. W 1552 roku wsparł Maurycego Wettyna w powstaniu książąt, które wraz z towarzyszącą mu inwazją francuską wymusiło na świętym cesarzu niemieckim formalną akceptację protestantyzmu w Rzeszy.

Plan miasta i Twierdzy Kostrzyn z 1700 r.

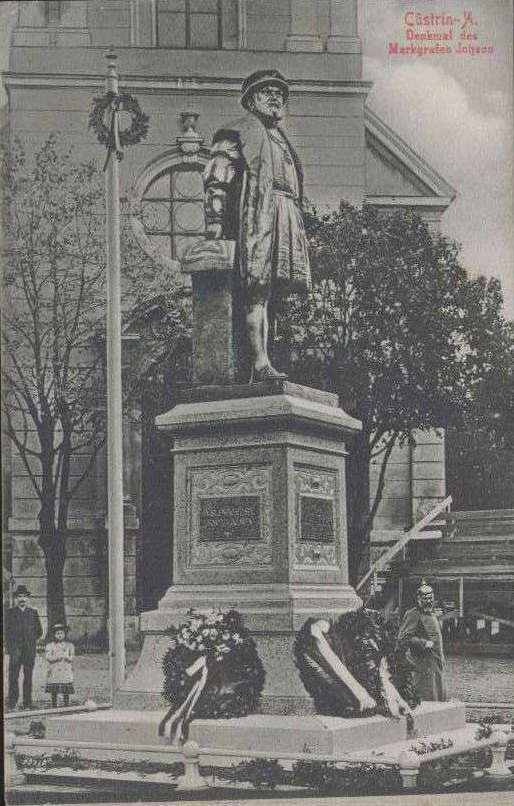
Pomnik Jana z Kostrzyna na placu przed kościołem w Kostrzynie nad Odrą, 1915 r.

W 1631 podczas wojny trzydziestoletniej Szwedzi rozbudowali twierdzę o nowe szańce i raweliny. Od 1646 przez miasto przebiegała ważna linia pocztowa z Berlina do Prus Książęcych. W 1730–1732 w więzieniu przebywał późniejszy następca tronu Prus Fryderyk II. W roku 1768 tanią siłą roboczą byli konfederaci barscy. Częste i dotkliwe powodzie nawiedzające miasto spowodowały, że w 1785 rozpoczęto prace regulacyjne biegu Warty i Odry. Wykopano kanał Fryderyka Wilhelma, odtąd Warta uchodzi do Odry na północ od twierdzy. W latach 1806–1814 miasto znajdowało się pod okupacją francuską. 2 listopada 1806 – 26 stycznia 1807 komendantem Kostrzyna był gen. Ménard.
12 maja 1808 – 11 kwietnia 1809 komendantem twierdzy i placu był płk Józef Seydlitz. Od 24 czerwca do 17 lipca 1808 więziony był wraz z 27 współbraćmi redemptorystami – benonitami św. Klemens Maria Hofbauer. Przebywali w dobrych warunkach. Zakwaterowano ich w budynku koszarowym. Każdemu z zakonników przydzielono własny pokój. Zezwolono na codzienne odprawianie mszy św. (ołtarz znajdował się w oddzielnej, dużej sali). Na ich tradycyjnie niezwykle uroczyście i okazale sprawowaną liturgię przychodziło wielu mieszkańców twierdzy, także protestantów.
Z końcem sierpnia do połowy września 1808 kwaterowały w drodze do Hiszpanii 1. i 2. bataliony armii Księstwa Warszawskiego: 4 Pułku Piechoty., 7 Pułku Piechoty wraz z komp. artylerii i 9 Pułku Piechoty wraz z komp. saperów. 21 lutego-29 lipca 1809 stacjonowały niektóre szwadrony 4 Płku Strzelców Konnych (sztab pułku w Szczecinie, pozostałe szwadrony w Głogowie). 30 marca 1810 – 17 maja 1811 skoszarowany 5 Pułku Piechoty mjr. Stefana Oskierki. 10 sierpnia 1810 – 20 marca 1814 komendantem twierdzy był gen. Fornier d’Albe.

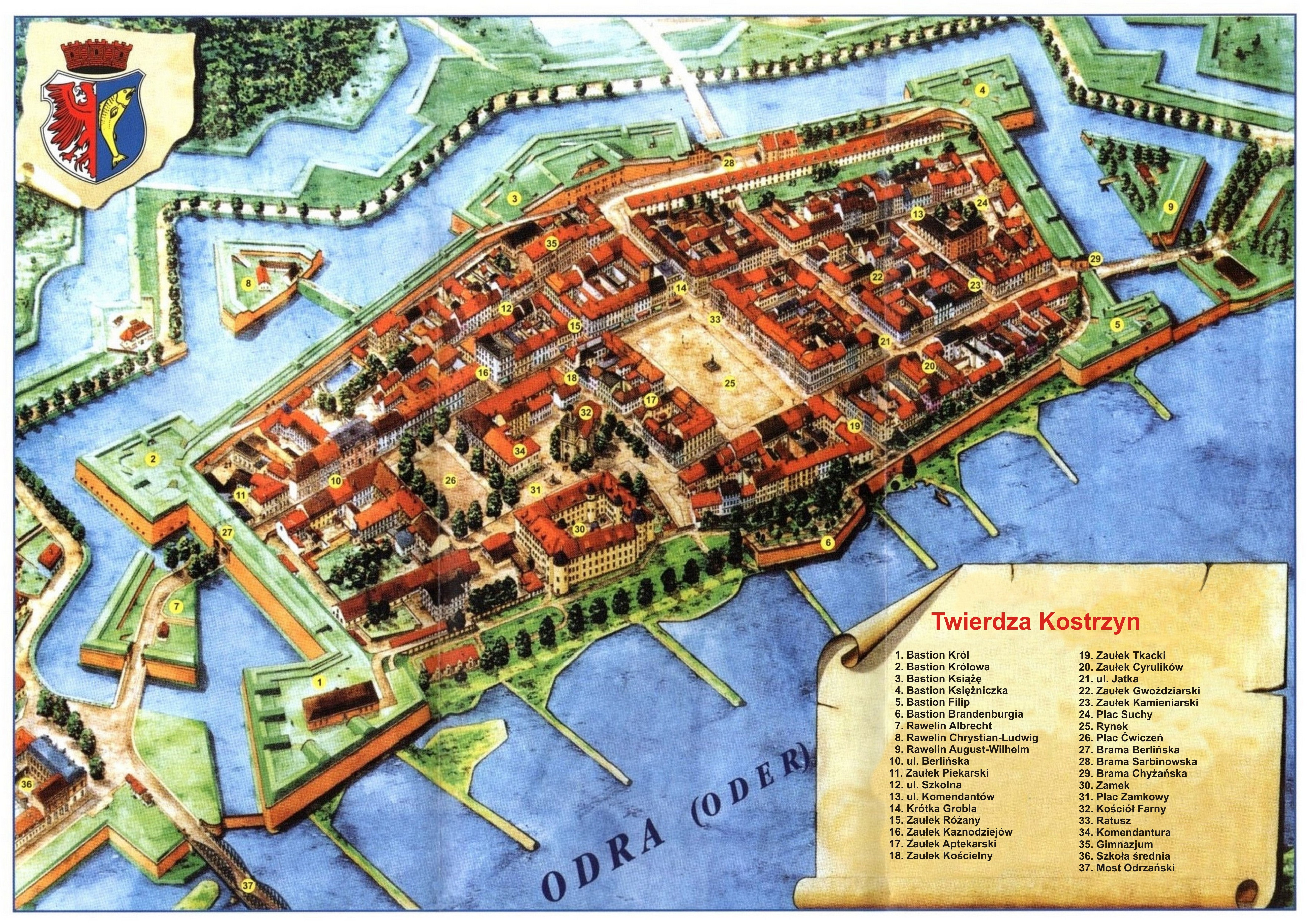
Widok Twierdzy Kostrzyn ok. 1921

Po przeniesieniu siedziby władz nowomarchijskich do Frankfurtu w 1815 Kostrzyn wchodził w rejencję frankfurcką. W 1816 został utworzony powiat kostrzyński, w skład którego weszły Dębno i Boleszkowice. Miasto rozwijało się dynamicznie, a w szczególności Krótkie Przedmieście. Powstały pierwsze fabryki, linie kolejowe oraz nastąpiło ożywienie w zakresie żeglugi. Aby ułatwić komunikację między oddalonymi częściami miasta w 1903 uruchomiono linie tramwaju konnego, a w 1925 zastąpiono tramwajem elektrycznym. W roku 1939 liczyło 24 tys. mieszkańców (nie licząc wojska i ich rodzin).
Od września 1939 do stycznia 1945 w obecnej dzielnicy Drzewice funkcjonował niemiecki obóz jeniecki Stalag III C.
31 stycznia 1945 roku do miasta, stanowiącego strategiczną „bramę do Berlina”, dotarły wojska radzieckie. Do 19 lutego ewakuowano na zachód całą ludność Kostrzyna, miasto zaś zamieniono w twierdzę. Obroną dowodził Heinz Reinefarth. Ciężkie walki o jej zdobycie połączone ze zmasowanym radzieckim ostrzałem artyleryjskim trwały do 12 marca, kiedy to zdobyto ostatni punkt oporu – Stare Miasto. W walkach z armią niemiecką uczestniczyła 5 Armia Uderzeniowa i 8 Gwardyjska Armia, w wyniku działań bojowych Kostrzyn uległ niemal całkowitej zagładzie – zniszczono 95% miasta, 8278 domów, a także ratusz.

Herb Kostrzyna nad Odrą obowiązujący od 1945 roku do lat 90 XX wieku

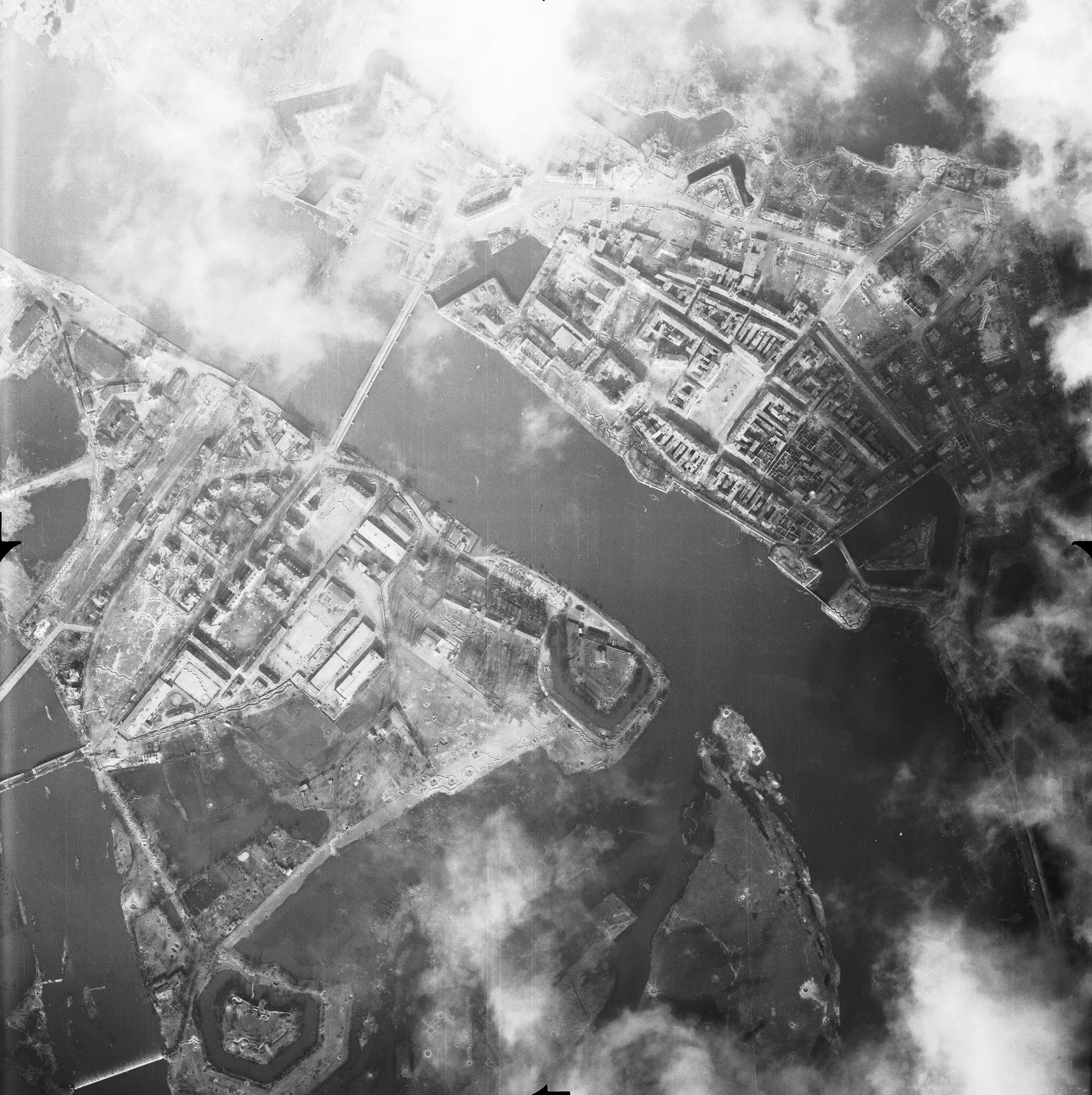
Zdjęcie lotnicze z 18 marca 1945

W wyniku ustaleń poczdamskich Odra stała się polsko-niemiecką rzeką graniczną, dzieląc miasto. Długie Przedmieście i Kietz pozostały w Niemczech na terenie radzieckiej strefy okupacyjnej, Stare i Nowe Miasto włączono do Polski. Konsekwencją zmiany granic stały się przymusowe przemieszczenia ludności polskiej ze wschodu na zachód, a niemieckiej za Odrę. 1,5 tys. ludności niemieckiej, która po wojnie zamieszkiwała północne krańce miasta, musiało opuścić miasto. Początkowo po drugiej wojnie światowej w 1945 roku miasto znalazło się w okręgu administracyjnym wrocławskim, poprzedniku województwa dolnośląskiego. Decyzją Rady Ministrów z 7 lipca 1945 roku wraz z kilkunastoma powiatami ziem zachodnich Kostrzyn został włączony do województwa poznańskiego. W 1946 miasto liczyło 634 osób. Początkowo Kostrzyn był miastem zamkniętym, jedynymi mieszkańcami byli kolejarze i celnicy. W 1954 rozpoczęła się budowa największej wówczas w Polsce fabryki papieru i celulozy – Zakładów Celulozy i Papieru (oddana do użytku 19 grudnia 1958 roku).
25 maja 1965 w granicach miasta nad Odrą rozbił się MiG-21 sił powietrznych NRD.
Następnym etapem rozwoju miasta były lata dziewięćdziesiąte po przemianach gospodarczych w Polsce. W 1992 zostało otwarte przejście graniczne. Zakłady Celulozy i Papieru kupili w 1993 Szwedzi za kwotę, która nie pokrywała nawet wysokości honorariów konsultantów zagranicznych pełniących funkcje doradców prywatyzacyjnych. Obecnie fabryka nazywa się Arctic Paper. W 1997 r. została utworzona Kostrzyńsko-Słubicka Specjalna Strefa Ekonomiczna, w której powstało wiele firm reprezentujących branże: papierniczą, spożywczą, maszynową, mięsną, tekstylną, budowlaną, motoryzacyjną, tworzyw sztucznych, wyrobów z drewna, włókienniczą, urządzeń elektrycznych, placów zabaw oraz recyklingu.
W latach 1998–2003 zabiegano o utworzenie nowego powiatu nadodrzańskiego. Siedziba powiatu miała się znajdować w Kostrzynie nad Odrą lub Słubicach.

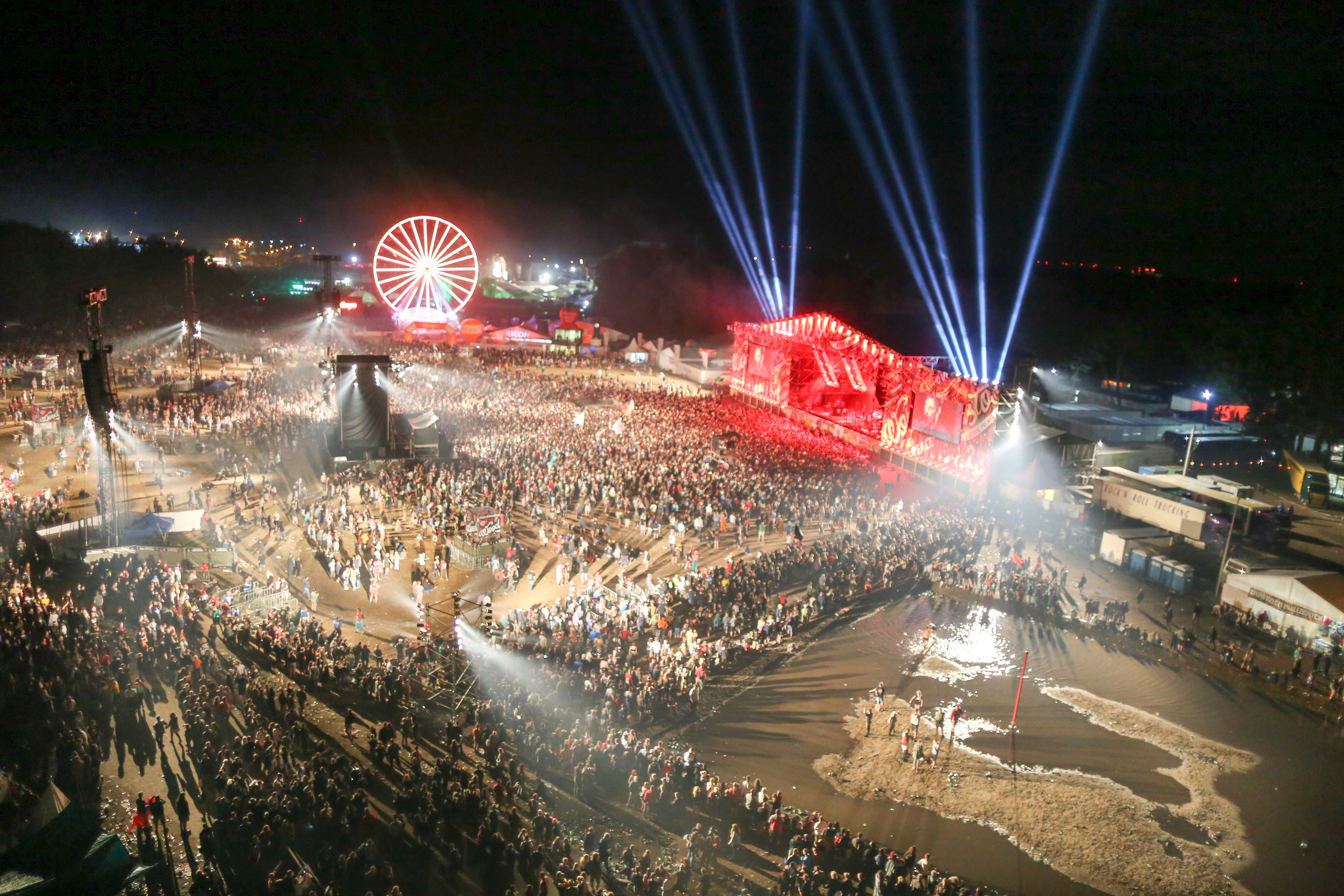
Przystanek Woodstock w 2017 r.

Od 2004 do 2019 roku w Kostrzynie nad Odrą organizowany Był Pol’and’Rock Festival (do 2017 roku znany jako Przystanek Woodstock) – jeden z największych festiwali muzyki rockowej w Europie.

## Demografia

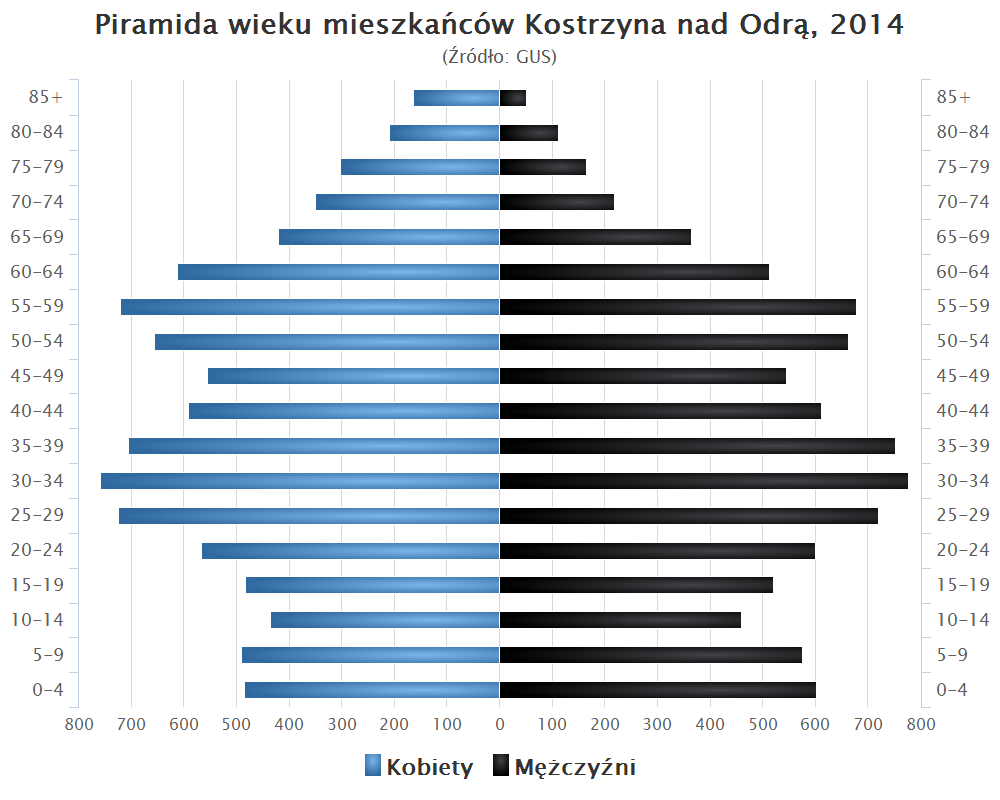
Piramida wieku mieszkańców Kostrzyna nad Odrą w 2014 roku

Według Według danych z 2024 Kostrzyn liczył 17 536 mieszkańców.

## Zabytki
Do wojewódzkiego rejestru zabytków wpisane są:
- fortyfikacje Twierdzy Kostrzyn, ziemno-murowane, budowane w latach 1537–1568, przebudowane w XIX w.,
- zamek w ruinie z połowy XVI wieku, przebudowany za czasu panowania Jana Hohenzollerna (1513–1571) margrabiego Brandenburgii, władcy niezależnej wschodniej części Nowej Marchii z dynastii Hohenzollern
- ruiny Kościoła Mariackiego z 1396 roku, na starym mieście
- kaplica cmentarna ewangelicka, obecnie rzymskokatolicka pw. Najświętszego Serca Pana Jezusa z przełomu XIX/XX wieku, ul. Kardynała Wyszyńskiego 2
- dwa spichrze zbożowe z około 1930, ul. Prosta

inne obiekty historyczne:
- cmentarz żydowski
- Stalag III C, teren obozu jenieckiego na os. Drzewice, cmentarz pomordowanych jeńców
- młyn zbożowy z silosem, z początku XX w., ul. Gorzowska 24
- Brama Berlińska pełni funkcję centrum informacji turystycznej
- budynek przepompowni na os. Warniki z początku XX w.
- dworzec kolejowy, dwupoziomowy, z XIX w.
- nieczynna wieża ciśnień z 1903
- muzeum przyrodnicze
- „Pomnik Lwa” – pomnik poległych w I wojnie światowej
- tablica z popiersiem św. Klemensa Marii Hofbauera w kościele pw. NMP Matki Kościoła, upamiętniająca uwięzienie w twierdzy w 1808 r.

## Środowisko naturalne
Rzeźba terenu
Obszar, na którym leży Kostrzyn, wznosi się na rzędnych od 16,5 do 39,6 m n.p.m. i jest to teren dość zróżnicowany hipsometrycznie. Najwyższe wzniesienie znajduje się w północnej części miasta. Teren opada w kierunku Odry i Warty. W okolicach Drzewic rzędne wysokości osiągają ok. 20 m n.p.m. Na obszarze gminy obok wzniesień występują duże obniżenia terenowe w granicach 19,6–16,5 m n.p.m. Na północ i północny wschód od Kostrzyna teren wznosi się na wysokość do około 62 m n.p.m., a w okolicach Młynisk nawet do 70,8 m n.p.m. Od południa Kostrzyn otacza obszar Pradoliny Toruńsko-Eberswaldzkiej, która leży na wysokości od 10,6 do 14,3 m n.p.m. Teren otaczający Stary Kostrzyn – miejsce lokacji Kostrzyna – wznosi się na wysokość 11–12 m n.p.m. Środkowa część tego obszaru, na której znajduje się rynek, wznosi się na 16,2 m n.p.m. Pod względem geomorfologicznym obszar Kostrzyna ma charakter erozyjno-akumulacyjny z rozbudowanymi układami stopni terasowych.
Z układu morfologiczny tego terenu opracowana przez B. Krygowskiego (Morfologia dorzecza Odry, Instytut Zachodni, Poznań 1948) wynika, że Kostrzyn położony jest na terasach: wysokiej, średniej – „wydmowej” – rzeki Warty, od południa natomiast otacza go terasa zalewowa denna.
Wody powierzchniowe

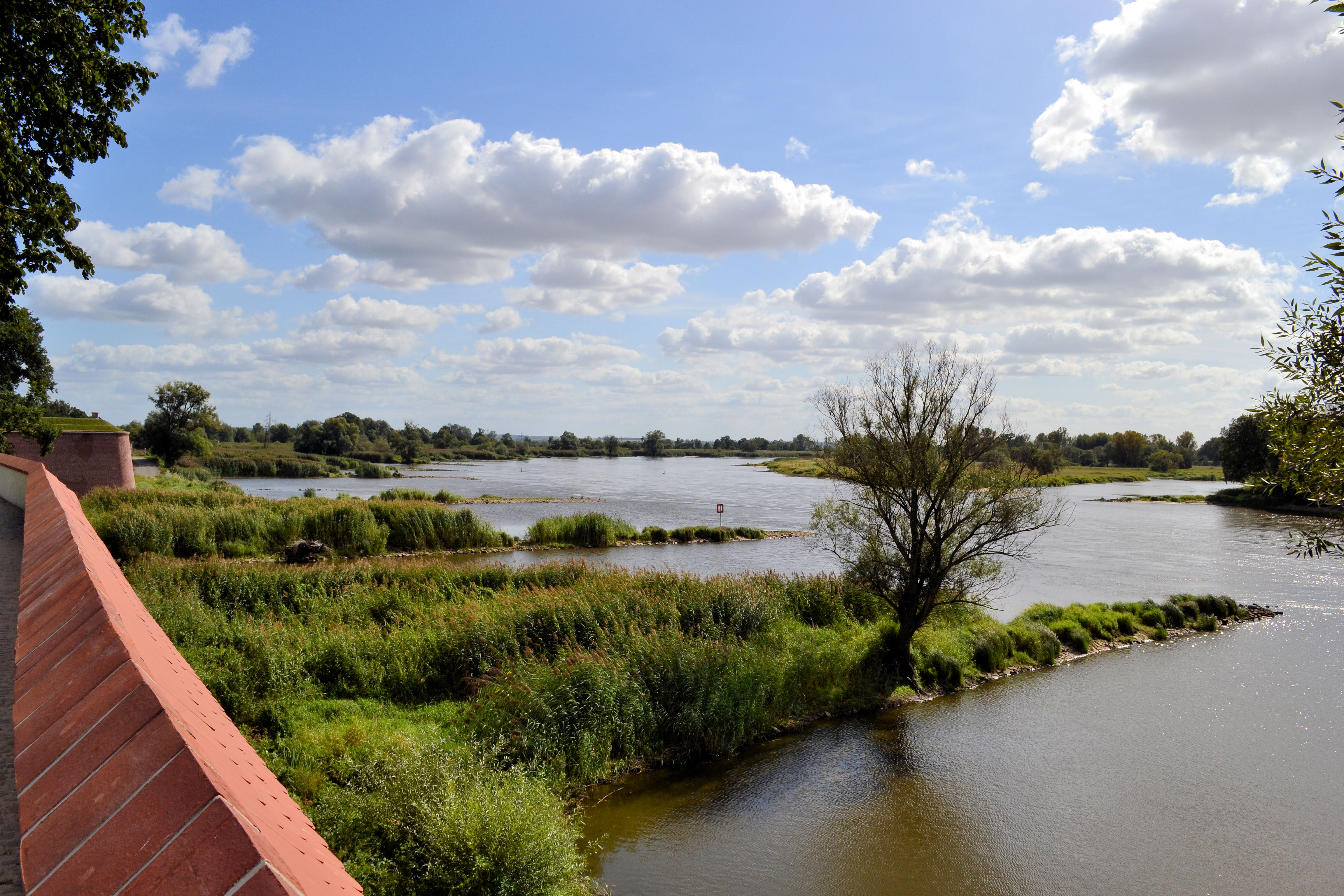
Rzeka Odra w Kostrzynie (widok z wałów Twierdzy Kostrzyn)

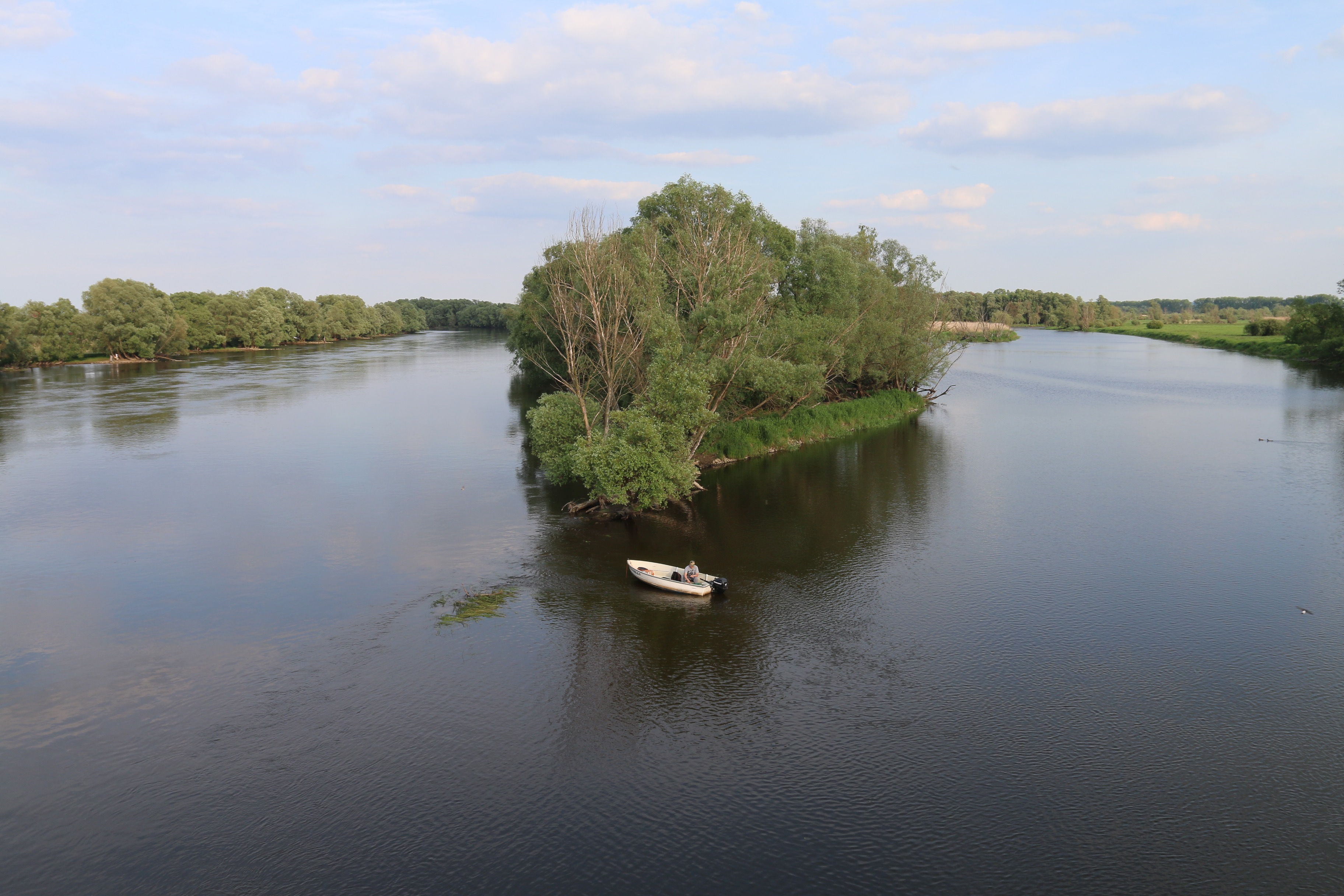
Ujście Postomii (po prawej stronie zdjęcia) do Warty w Kostrzynie (widok z mostu im. gen. Sikorskiego)

Sieć hydrograficzna obszaru miasta jest stosunkowo uboga. Wody powierzchniowe skupiają się w jego południowo-wschodniej i południowo-zachodniej części. Są to: rzeka Odra i rzeka Warta ze swym bocznym kanałem. Miasto leży w dorzeczu Odry, która przyjmuje tutaj swój największy prawobrzeżny dopływ – Wartę. Obie rzeki charakteryzuje śnieżno-deszczowy ustrój zasilania. Stąd też niżówki mają miejsce w Kostrzynie nad Odrą w lipcu i sierpniu, a wezbrania i powodzie w marcu (typowo roztopowe). Oprócz tych dwu dużych rzek istnieje regularna sieć rowów melioracyjnych w różnym stanie zachowania – najbardziej gęsta sieć rowów melioracyjnych znajduje się w południowo-wschodniej części miasta. Tam też znajdują się dwie przepompownie osuszające duży teren oddzielony od Warty wałami przeciwpowodziowymi a sięgający aż Świerkocina.
Odra to ciek rzeczny I rzędu. Na terenie Kostrzyna płynie ona w obrębie Kotliny Freienwaldzkiej. Dolina Odry łączy się tutaj z doliną Warty. Poniżej ujścia Warty dolina Odry po stronie polskiej jest bardzo wąska. Jej szerokość po stronie niemieckiej w Oderbruch wynosi 15 lub więcej kilometrów. Po stronie polskiej znajduje się na południe od ujścia Warty ciągły wał przeciwpowodziowy. Szerokość obecnego obszaru zalewowego po polskiej stronie waha się od 1 do 3 km. Na całej długości tego odcinka rzeki znajdują się ostrogi i umocnienia brzegowe. Na odcinku tym zachowane są liczne i duże powierzchniowo starorzecza, zarówno łączące się z nurtem rzeki, jak i od niego całkowicie odcięte.
Warta jest rzeką nizinną o szeroko rozbudowanej lewobrzeżnej terasie zalewowej z licznymi starorzeczami. Szczególnie dużo starorzeczy jest w okolicach Kostrzyna – między Słońskiem a Kostrzynem. Warta ze swymi dopływami stanowi zlewnię II rzędu i wchodzi w skład zlewni Odry (I rzędu). Zbieg wielu cieków wodnych – Stara Warta, Witna, Postomia, Lisia, które są ciekami IV rzędu – w okolicach Kostrzyna związany jest m.in. z ukształtowaniem powierzchni tego terenu, ściślej: z nachylenie terenu w kierunku doliny Odry.
Wody Warty w wyniku wylewów osadzają na okolicznych terenach namuły, przyczyniając się do tworzenia mad i gleb mułowo-torfowych.
Wody powierzchniowe w okolicach Korzystna wzbogacone są obszarami moczarowato-bagiennymi położonymi na południe i częściowo na zachód od miasta. Takim rezerwuarem są tereny Parku Narodowego i jego otuliny w postaci Parku Krajobrazowego zlokalizowane w zachodniej części Pradoliny Toruńsko-Eberswaldzkiej.
Formy ochrony przyrody
Na terenie Kostrzyna znajduje się kilka innych cennych i chronionych prawnie przez „Ustawę o ochronie przyrody z 2004” form ochrony przyrody. Są to:
- Natura 2000 – obszar o nazwie „Ujście Warty”, opatrzony kodem PLB080001, obejmuje obszar o powierzchnia 33 017,8 ha, z czego na terenie Kostrzyn znajduje się 827,9 ha (18% powierzchni Kostrzyna nad Odrą):
  - Park Narodowy „Ujście Warty” – jest najmłodszym polskim parkiem narodowym. Został utworzony 1 lipca 2001 roku w wyniku połączenia rezerwatu Słońsk oraz części Parku Krajobrazowego Ujście Warty. Powierzchnia parku wynosi 8038 ha, z czego na terenie samego miasta znajduje się 56,66 ha
  - Park Krajobrazowy „Ujście Warty” – został utworzony 18 grudnia 1996 roku w celu zachowania walorów przyrodniczo-krajobrazowych, jakie stanowi bioróżnorodność doliny Warty wraz z otaczającymi je krawędziami wysoczyzn. Powierzchnia powyższych terenów chronionej przyrody w obrębie miasta Kostrzyn nad Odrą wynosi 929,06 ha, co stanowi 20,12% powierzchni miasta;
- pomniki przyrody – na terenie miasta ustanowiono również 11 pomników przyrody, czyli pojedynczych tworów przyrody.
- ważnym miejscem o znaczeniu przyrodniczym są również pozostałości twierdzy Kostrzyn, w obrębie której znajduje się mała ostoja kolonii nietoperzy. Wśród ruin Starego Miasta rozwinęła się roślinność ruderalna, tworząc tam mały ekosystem.

## Edukacja
- Szkoły podstawowe

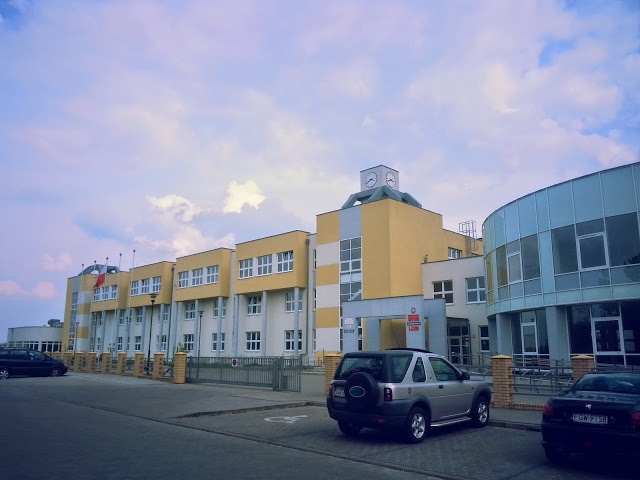
Zespół Szkół im. Marii Skłodowskiej-Curie

  - Szkoła Podstawowa nr 1 im. Przyjaciół Kostrzyna nad Odrą ul. T. Kościuszki
  - Szkoła Podstawowa nr 2 im. Przyjaciół Ziemi, ul. L. Banaszaka 1
  - Szkoła Podstawowa nr 3 im. Integracji Europejskiej, ul. M. Reja 32A
  - Szkoła Podstawowa nr 4 im. Konstytucji 3 Maja, ul. H. Sienkiewicza
- Szkoły średnie
  - Regionalne Centrum Edukacji Ponadgimnazjalnej – Zespół Szkół im. Marii Skłodowskiej-Curie, ul. Komisji Edukacji Narodowej 2
- Szkoły wyższe
  - Wyższa Szkoła Zawodowa, ul. Mickiewicza 20
  - Uniwersytet Szczeciński – ośrodek zamiejscowy w Kostrzynie nad Odrą

## Sport
W Kostrzynie nad Odrą urodzili się reprezentanci Polski w piłce nożnej: Łukasz Fabiański (18 kwietnia 1985) – bramkarz, Dariusz Dudka (9 grudnia 1983) – pomocnik lub obrońca oraz Grzegorz Wojtkowiak (26 stycznia 1984) – obrońca. W Kostrzynie nad Odrą urodził się również żużlowiec Rafał Karczmarz.
Aktywny jest kostrzyński MOSiR. Prowadzi zajęcia dla dzieci w wieku wczesnoszkolnym, młodzieży i osób starszych. Popularne są zajęcia z zapasów, piłki nożnej, piłki ręcznej i tenisa ziemnego.

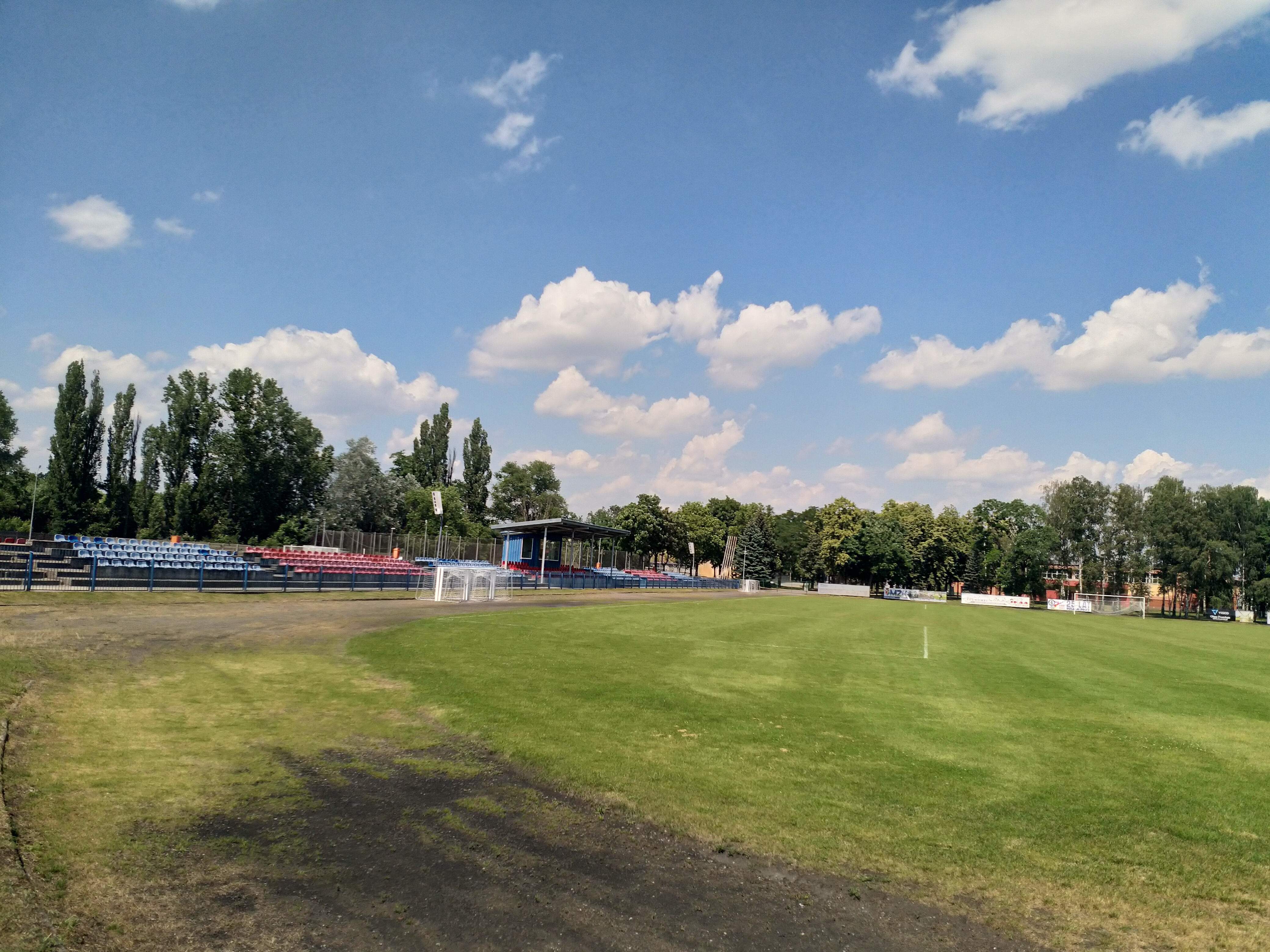
Stadion MOSiR w Kostrzynie nad Odrą

### Kluby sportowe
| Klub                                         | Sekcja             | Istnieje |
| -------------------------------------------- | ------------------ | -------- |
| MUKS Przyjaciół Sportu w Kostrzynie nad Odrą | piłka nożna kobiet | Tak      |
| TS Celuloza Kostrzyn nad Odrą                | piłka nożna        | Tak      |
| UKS Dwójka Kostrzyn nad Odrą                 | piłka nożna        | Tak      |
| UKS Czwórka Kostrzyn nad Odrą                | piłka nożna        | Tak      |
| UKS Akademia Futbolu Kostrzyn nad Odrą       | piłka nożna        | Tak      |
| UKS Nukleon Kostrzyn nad Odrą                | piłka ręczna       | Tak      |
| UKS Warta Kostrzyn nad Odrą                  | tenis stołowy      | Tak      |
| SKF Olimp Kostrzyn nad Odrą                  | zapasy             | Tak      |
| UKS Jedynka Kostrzyn nad Odrą                | zapasy             | Tak      |

## Transport

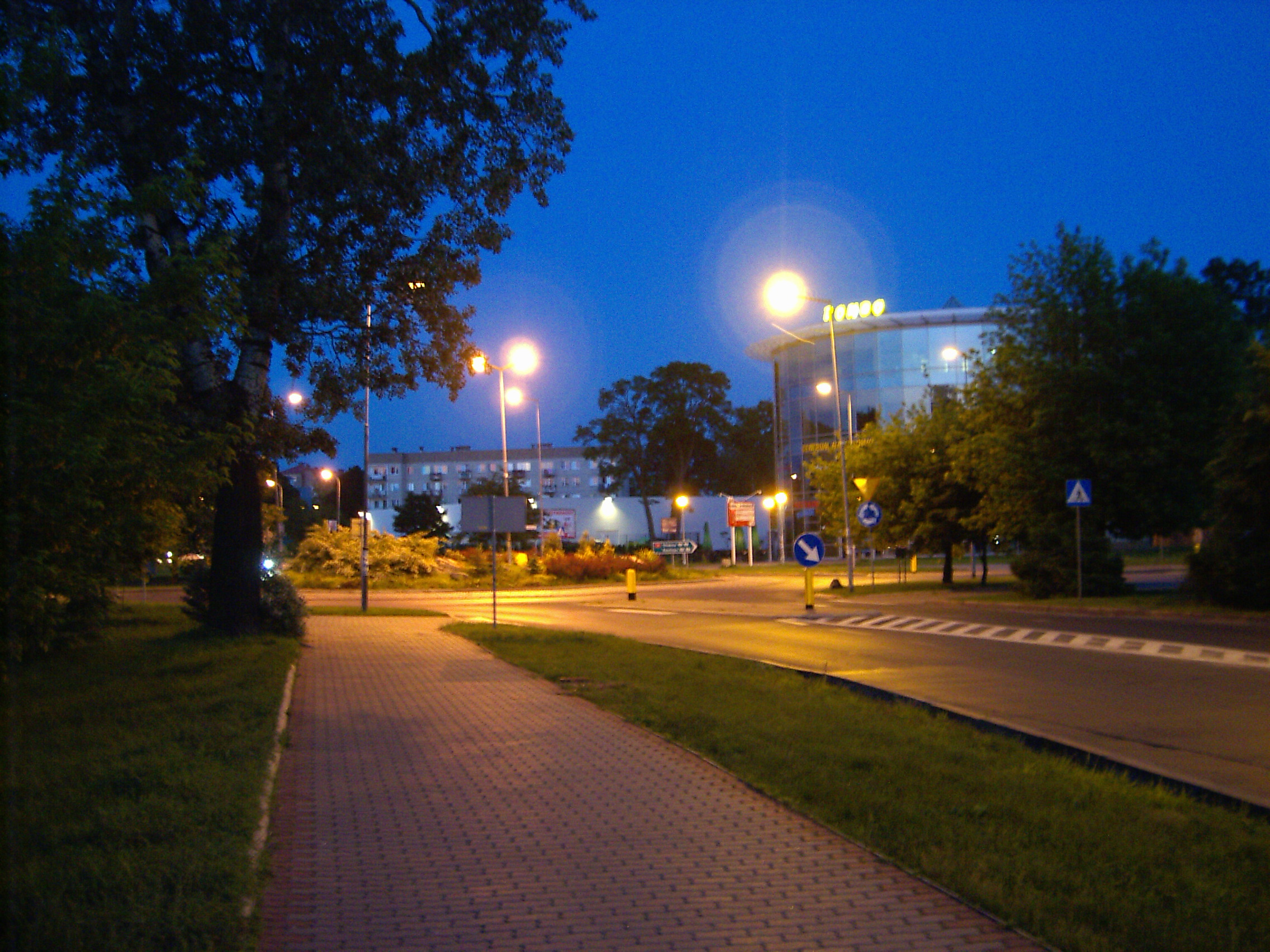
Kostrzyńskie rondo nocą

### Transport kołowy
Przez miasto przebiegają dwie drogi krajowe i jedna droga wojewódzka:
- 22 Droga krajowa nr 22: granica państwa – Kostrzyn nad Odrą – Gorzów Wielkopolski – Wałcz – Człuchów – Malbork – Elbląg – Grzechotki – granica państwa
- 31 Droga krajowa nr 31: Szczecin – Gryfino – Kostrzyn nad Odrą – Słubice
- 132 Droga wojewódzka nr 132: Kostrzyn nad Odrą – Gorzów Wielkopolski

### Transport kolejowy

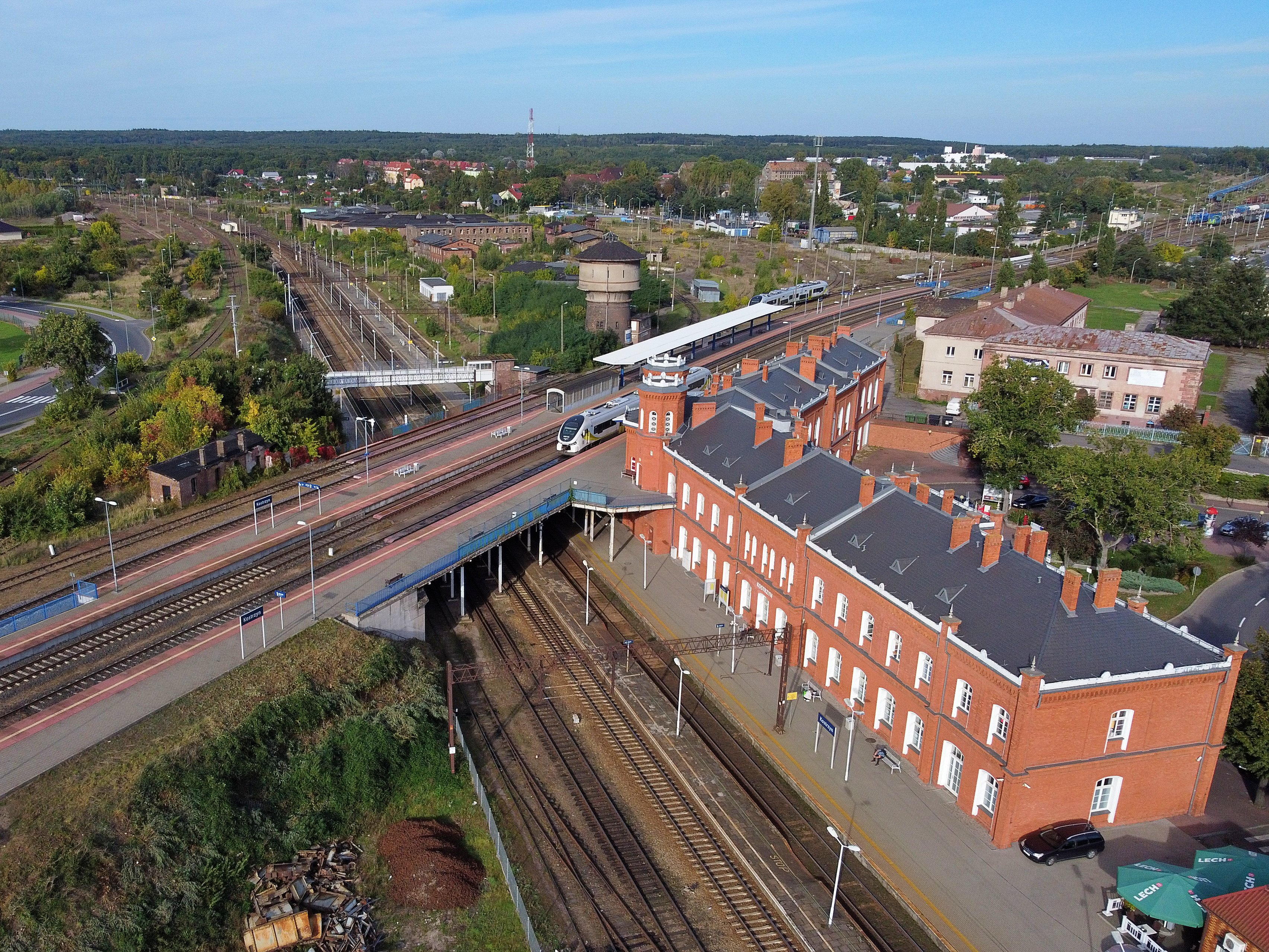
Dwupoziomowy dworzec w Kostrzynie n. Odrą – jeden z dwóch tego typu w Polsce (drugi znajduje się w Kępnie)

Choć Kostrzyn posiadał kiedyś aż pięć dworców kolejowych, to obecnie czynny jest tylko jeden, który nosi nazwę Kostrzyn (dawniej Küstrin Neustadt). Ciekawostką jest fakt, że jest to dworzec dwupoziomowy, jeden z dwóch tego rodzaju dworców w Polsce, gdzie na górnych peronach zatrzymują się pociągi na linii nr 203 relacji (Berlin) – granica państwa – Gorzów Wielkopolski – Tczew oraz Stargard – Głazów – Kostrzyn nad Odrą, zaś na dolnych pociągi na linii nr 273 relacji Zielona Góra – Rzepin – Szczecin (tzw. „Nadodrzanka”). Dawniej zatrzymywały się tu również pociągi z Gorzowa Wielkopolskiego przez Rudnicę, jednak po przeprowadzonej po 2007 rozbiórce torów, linia kolejowa nr 414 została zlikwidowana. W rozkładzie jazdy 2015/2016 najwięcej pociągów odjeżdża z Kostrzyna nad Odrą do Berlina. Pociągi kursują w tej relacji codziennie co godzinę od 5 do 21. (w niedzielę od 7) ostatni pociąg jedzie tylko do Kietz. Najmniej połączeń jest do Rzepina – 4 w ciągu doby.

### Transport wodny

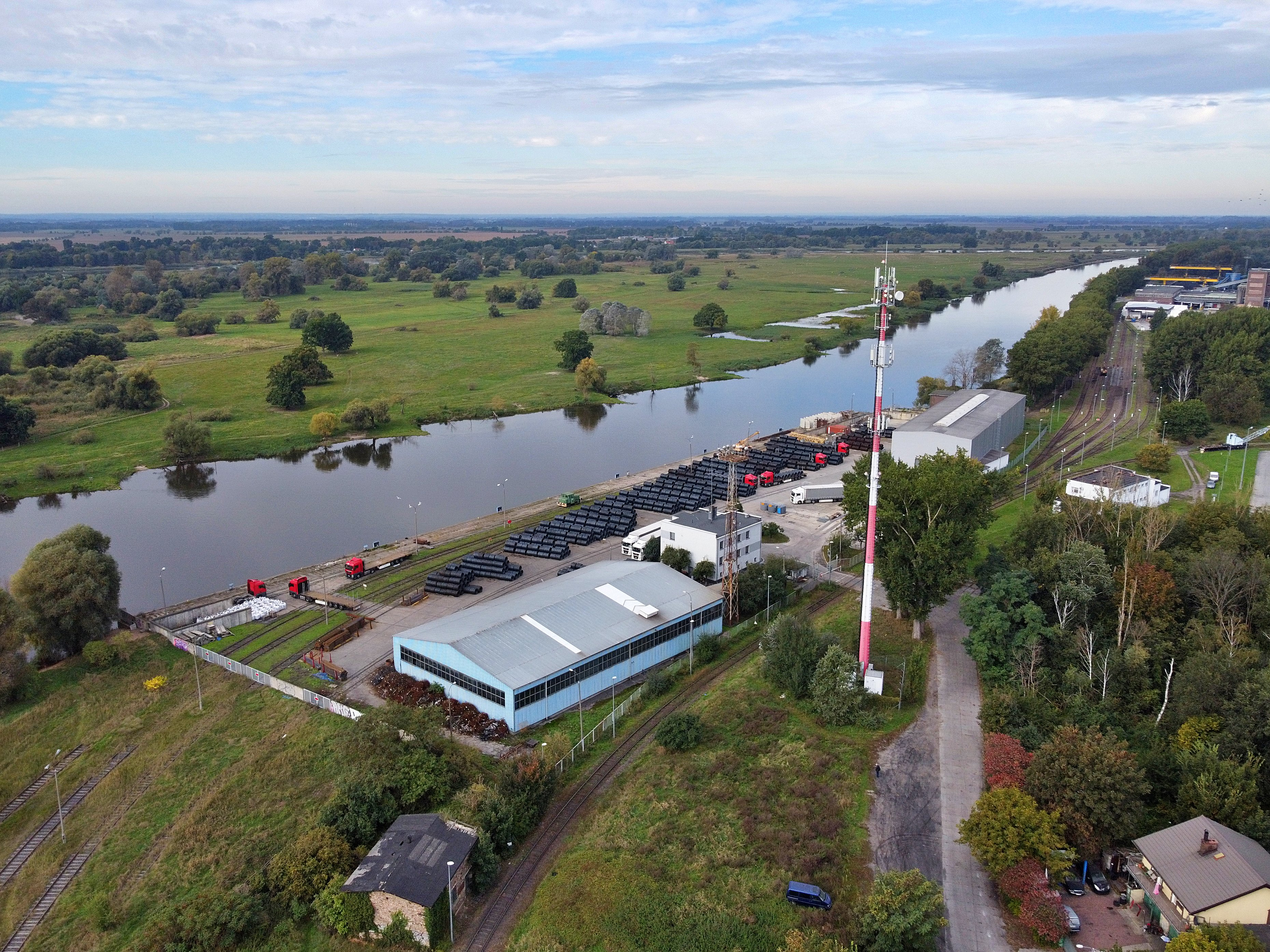
Port rzeczny przy ul. Portowej w Kostrzynie nad Odrą

Kostrzyn położony jest na Międzynarodowej Drodze Wodnej E70, łączącej Antwerpię w Belgii z Kłajpedą na Litwie śródlądowymi drogami wodnymi (przez Holandię, Niemcy, Rosję).
W Kostrzynie znajduje się duży port rzeczny obsługujący głównie zakłady znajdujące się w Kostrzyńsko-Słubickiej Specjalnej Strefie Ekonomicznej.

Przedwojenny schemat sieci tramwajowej i kolejowej w Kostrzynie nad Odrą

### Autobusowa komunikacja międzymiastowa
Miasto posiada 12 połączeń międzymiastowych obsługiwanych przez przedsiębiorstwa PKS w Myśliborzu i Słubicach oraz „FlixBus” Polska (dawne Eurolines Polska). Z zespołu przystanków PKS przy dworcu kolejowym można się dostać do okolicznych miast: Dębno, Gorzów Wielkopolski, Myślibórz, Słubice oraz jednokierunkowo z Rzepina przez Ośno Lubuskie i Słońsk. Wszystkie połączenia wykonywane są wyłącznie w dni robocze od poniedziałku do piątku lub w dni nauki szkolnej. Wyjątkiem jest połączenie z i do Gorzowa Wielkopolskiego przez Dębno, które jeździ codziennie.

### Komunikacja miejska
Historia komunikacji miejskiej w Kostrzynie sięga początków XX wieku, kiedy uruchomiono pierwsze tramwaje konne (1903–1923). W 1925 roku uruchomiono tramwaj elektryczny który jeździł do 31 stycznia 1945 zawieszony z powodu zbliżającego się frontu. Istniała również komunikacja autobusowa. Po wojnie komunikacja miejska powróciła dopiero w 1976 i była realizowana przez  PKS. Od 1982 miasto uruchomiło własną komunikację, dla potrzeb której w 1983 przy PGKiM powstał Zakład Komunikacji Miejskiej. Autobusy miały swoją zajezdnię przy ul. Kopernika 4A (obecne MZK Sp.z o.o.). Całe przedsięwzięcie było trwale nierentowne; tylko w roku 1986 miasto dofinansowało komunikację miejską kwotą prawie 7 mln złotych. Po przemianach gospodarczych i politycznych w roku 1989 postanowiono o przekazaniu deficytowej komunikacji w ręce prywatne. W roku 1991 dwa autobusy, obsługujące dotychczas potrzeby miasta, zakupił od Przedsiębiorstwa Gospodarki Komunalnej i Mieszkaniowej (PGKiM) po preferencyjnych cenach Mieczysław Paszkiewicz, rozpoczynając tym samym swoją działalność przewozową jako Agencyjna Komunikacja Miejska Kostrzyn nad Odrą. Do 2017 przedsiębiorca realizował głównie dotowane z kasy miejskiej przewozy dzieci do szkół, przy okazji realizując komercyjnie dawne zadania komunikacji miejskiej. W tym czasie po mieście kursował jeden autobus na głównej trasie z Osiedla Drzewice do ulicy Mickiewicza. Główna linia miała wiele wariantów, co sprawiało, że prawie każdy kurs realizowany był inną trasą. Autobus wybranymi kursami docierał do Osiedla Warniki, Osiedla Leśnego oraz Osiedla Szumiłowo, a w przeszłości także do Kaleńska. Coraz trudniejsza sytuacja na rynku przewozowym spowodowała, że na okres wakacji przewoźnik całkowicie zawieszał komunikację lokalną, a w końcu sierpnia 2017 całkowicie zlikwidował swoją działalność.
W tej sytuacji 25 sierpnia 2017 Urząd Miasta w Kostrzynie nad Odrą przejął funkcję organizatora publicznego transportu zbiorowego, a 11 października 2017 Rada Miejska podjęła decyzję o przywróceniu komunikacji miejskiej. Od września 2017 miasto realizuje dowóz dzieci do szkół, a 25 września 2017 opublikowano ogłoszenie o zamiarze przeprowadzenia postępowania o udzielenie zamówienia o świadczenie usług w zakresie publicznego transportu zbiorowego na liniach:
1. 1: ul. Dworcowa – Osiedle Szumiłowo (przez ul. Orła Białego)
2. 2: ul. Dworcowa - ul. Graniczna (przez Osiedle Leśne i Osiedle Warniki)
3. 3: ul. Gabriela Narutowicza (szpital) – Osiedle Warniki (przez Osiedle Szumiłowo)

11 października 2017 Rada Miasta ustaliła listę 31 przystanków, z których korzystać ma komunikacja miejska, a ponadto cennik biletów za przejazd środkami miejskiego transportu zbiorowego na liniach komunikacyjnych w granicach administracyjnych miasta Kostrzyn nad Odrą, biletów jednorazowych normalnych i ulgowych (w cenie 3,00 zł/1,50 zł) oraz biletów miesięcznych normalnych i ulgowych (40,00 zł oraz 20,00 zł) a także określenie grup zwolnionych z opłat. Komunikację miejską uruchomiono ostatecznie 1 listopada 2017.
Od 1 czerwca 2019 ogólnodostępny transport publiczny zintegrowano z przewozami szkolnymi (komunikację miejską skierowano przez Szkołę Podstawową nr 2 przy ul. Słonecznej), a z uwagi na niskie przychody ze sprzedaży biletów (W 2018 wszystkie sprzedane bilety warte były niecałe 13 tys. zł, podczas gdy roczny koszt funkcjonowania komunikacji miejskiej można oszacować na ok. 400 tys. zł brutto), odstąpiono od poboru opłat za usługi przewozowe. Operatorem komunikacji miejskiej na okres 2019–2021 zostało Przedsiębiorstwo Usługowe Argos z Gorzowa Wielkopolskiego. Rozkład jazdy przewiduje tylko siedem kursów w ciągu dnia roboczego (na 2 trasach) i dwa kursy w weekendy (na jednej trasie o innym przebiegu).

## Turystyka

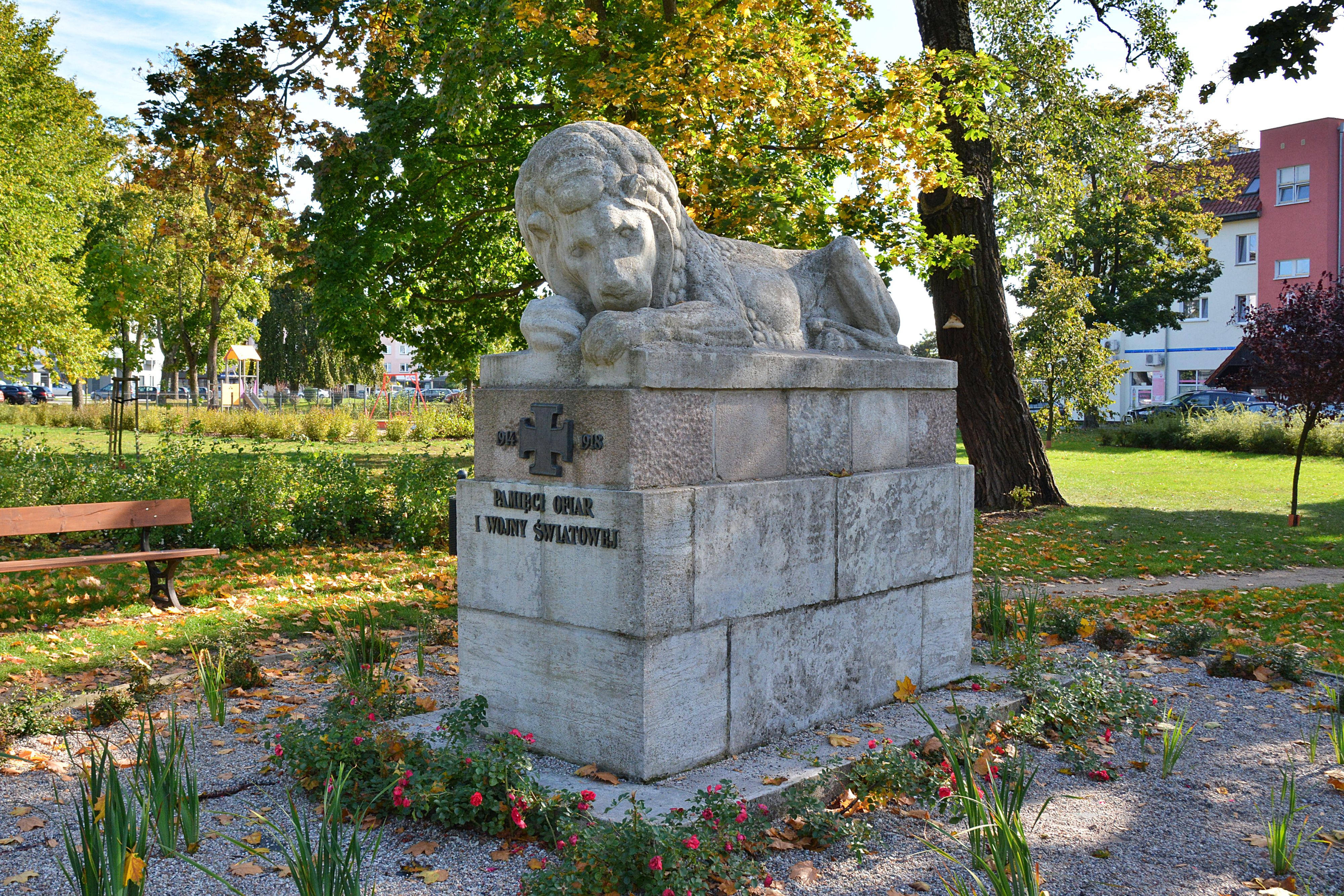
Park Lwa przy ulicy Parkowej

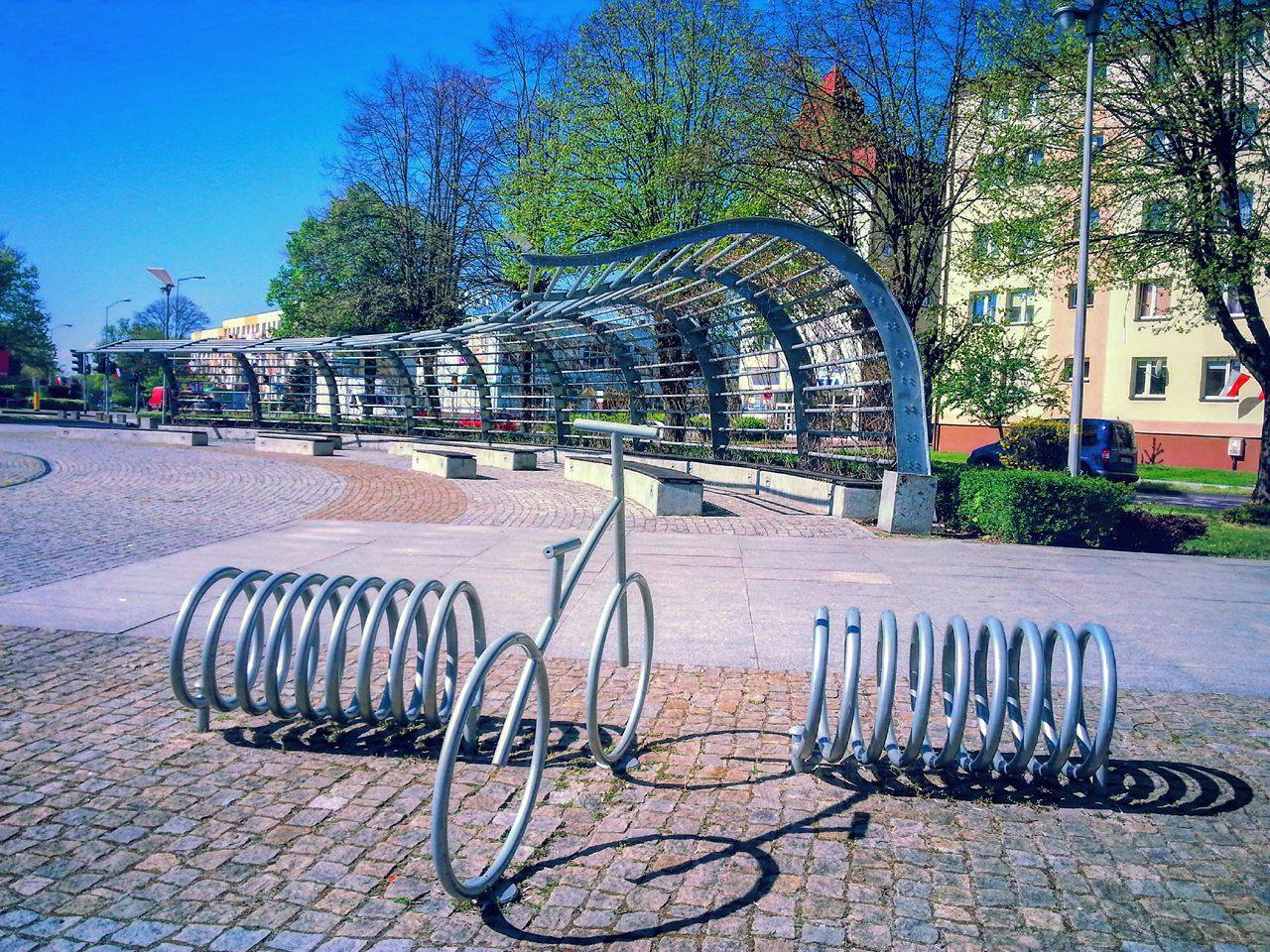
Plac Wojska Polskiego przy Parku Miejskim (centrum miasta)

- międzynarodowy szlak rowerowy R1 – Calais (Francja) – (Belgia) – (Holandia) – (Niemcy) – Kostrzyn nad Odrą (Polska) – Królewiec – (Rosja) – (Litwa) – (Łotwa) – (Estonia) – do Sankt Petersburga(Rosja)
- Polska część międzynarodowej trasy rowerowej R1 (długość 675,6 km) – rozpoczyna się na przejściu granicznym z Niemcami w Kostrzynie nad Odrą – Ośno Lubuskie – Sulęcin – Lubniewice – Międzyrzecz – Międzychód – Drezdenko – Krzyż – Wieleń – Trzcianka – Piła – Miasteczko Krajeńskie – Białośliwie – Wyrzysk – Mrocza – Bydgoszcz Janowo – Koronowo – Chełmno – Grudziądz – Kwidzyn – Sztum – Elbląg – Braniewo – Gronowo przy granicy z Rosją.
- szlak „Zielona Odra” – Kostrzyn nad Odrą (osiedle Szumiłowo) – Kaleńsko – Namyślin – Kłosów – Czelin – Gozdowice – Siekierki – Stara Rudnica – Stary Kostrzynek – Osinów Dolny – Cedynia – Lubiechów Dolny – Bielinek – Piasek – Zatoń Dolna – Krajnik Dolny – Ognica – Widuchowa – Marwice – Pniewo – Gryfino – Stare Brynki – Żydowce – Szczecin (osiedle Podjuchy) – Szczecin.
- szlak nr1 (długość 97,2 km) Kostrzyn nad Odrą – Dąbroszyn – Krześnica – Kamień Wielki – Mościce – dolina Witny Mosina – Lubiszyn – Ściechów – rezerwat „Bagno Chłopiny” – jezioro Marwice – dolina Kłodawki – Mironice – Kłodawa – Santoczno – rezerwat „Rzeka Przyłężek” – rezerwat „Wilanów” – Strzelce Krajeńskie.

W Kostrzynie odbywał się w latach 2004 – 2019 festiwal muzyki rockowej Pol’and’Rock Festival.

## Wspólnoty religijne

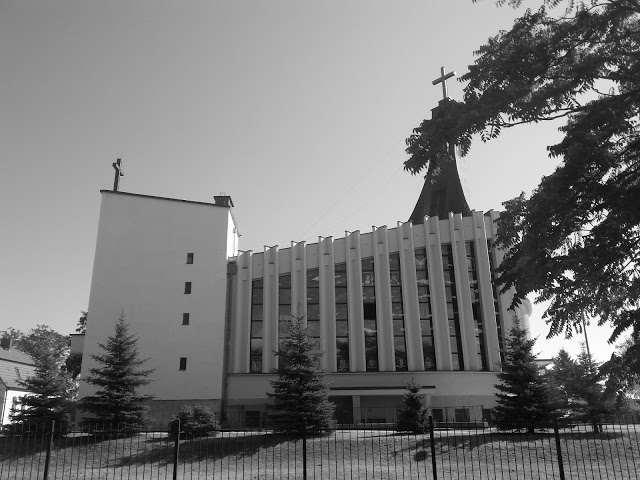
Kościół Najświętszej Maryi Panny Matki Kościoła

- Chrześcijańska Wspólnota Zielonoświątkowa:
  - zbór w Kostrzynie, ul. Żeglarska 54[28]
- Kościół greckokatolicki:
  - placówka duszpasterska w Kostrzynie, nabożeństwa prowadzone są w kaplicy Najświętszego Serca Pana Jezusa przy kościele rzymskokatolickim Najświętszej Maryi Panny Matki Kościoła[29]
- Kościół rzymskokatolicki:
  - Dekanat Kostrzyn:
    - Parafia Najświętszej Maryi Panny Matki Kościoła[30]
    - Parafia Matki Bożej Rokitniańskiej[31]
- Kościół Nowoapostolski w Polsce:
  - zbór w Kostrzynie, ul. Banaszaka 6[32]
- Kościół Zielonoświątkowy w RP:
  - zbór w Kostrzynie, ul. Adama Mickiewicza 5[33]
- Świadkowie Jehowy:
  - zbór Kostrzyn n. Odrą–Południe (w tym grupa ukraińskojęzyczna)[34]
  - zbór Kostrzyn n. Odrą–Północ (Sala Królestwa, ul. Sosnowa 2)[34]

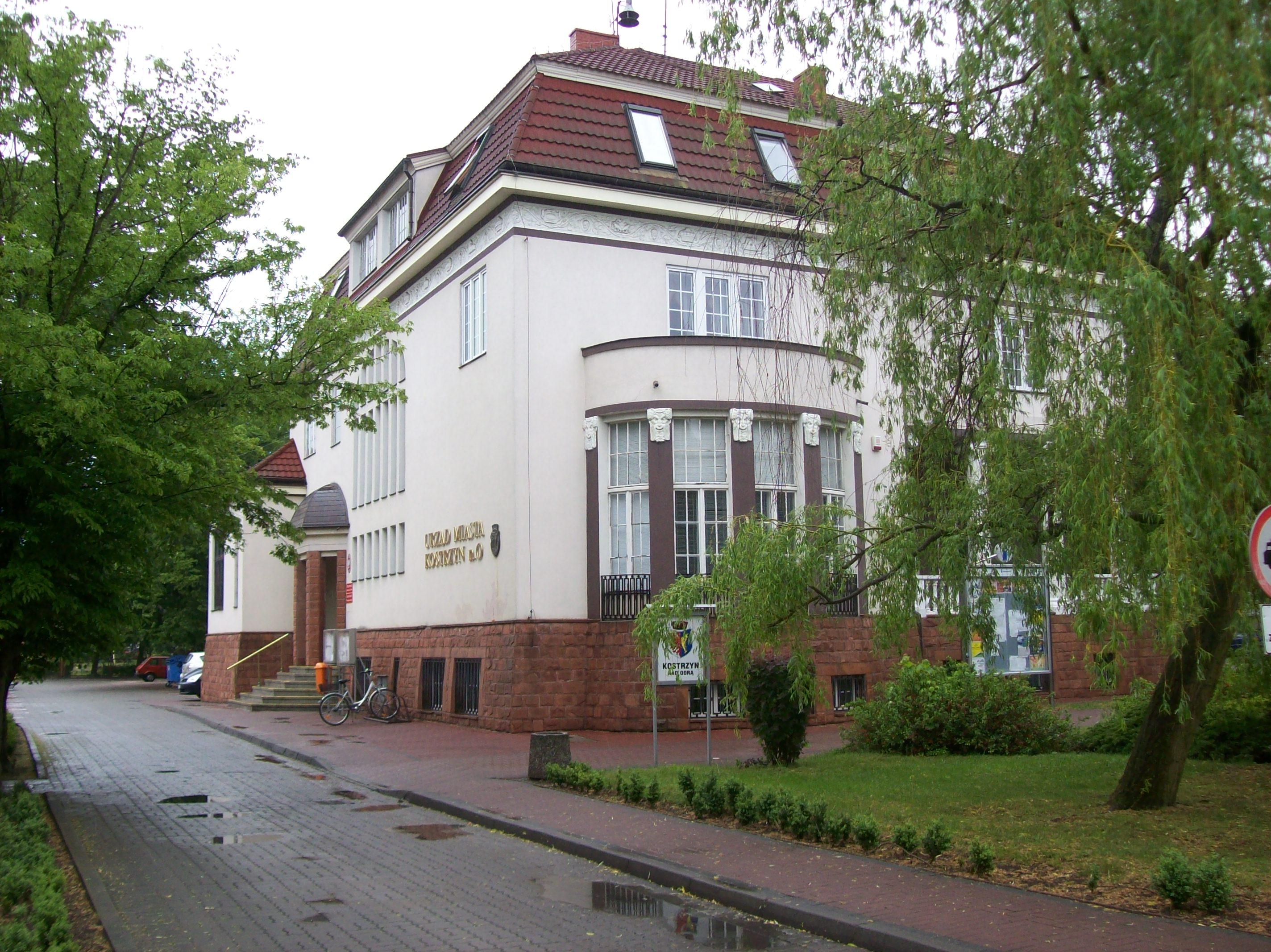
Pałac Ślubów, dawny Urząd Miasta

## Miasta partnerskie
| Miasto         | Państwo  | Data podpisania umowy |
| -------------- | -------- | --------------------- |
| Berlin-Spandau | Niemcy   | 1994                  |
| Küstrin-Kietz  | Niemcy   | 5.09.1998             |
| Peitz          | Niemcy   | 03.08.2001            |
| Sambor         | Ukraina  | 2002                  |
| Seelow         | Niemcy   | 5.09.1998             |
| Tomelilla      | Szwecja  | ?                     |
| Woudrichem     | Holandia | 22.09.1990            |